# Valga Korvpallikool
Il Valga Korvpallikool è una società cestistica avente sede nella città di Valga, in Estonia. Fondata nel 2006, gioca nel campionato estone.